# 林燦章
林燦章（1519年—1559年），字繼顯，福建興化府莆田縣人，民籍，明朝政治人物。

## 生平
嘉靖二十八年（1549年）己酉科福建鄉試第七十四名舉人，三十八年（1559年）中式己未科會試第一百二十六名，二甲第八十四名進士。未授官卒。

## 家族
曾祖林與飾；祖父林師頤，封吏部主事，贈按察司副使；父林應標，山西左布政使。母陳氏（封恭人）。慈侍下。弟林炫章、林燠章、林爟章、林烶章（廣東左布政使）、林烺章。